# Bullshit (film)
Bullshit är en fransk-finländsk-norsk-svensk dokumentärfilm från 2005 i regi av PeÅ Holmquist och Suzanne Khardalian. Filmen skildrar den indiska miljöaktivisten Vandana Shiva under en tvåårsperiod och hur hon kämpas mot multinationella företag som Monsanto och Coca-Cola.
Filmen premiärvisades den 10 november 2005 på en filmfestival i Stockholm och hade biopremiär dagen efter. Sveriges Television visade filmen 2007.